# Delta Virginis
δ Virginis (Delta Virginis, kurz δ Vir) ist ein Roter Riese der Spektralklasse M3 im Sternbild Virgo. Er besitzt eine scheinbare Helligkeit von 3,38 mag und ist nach Parallaxen-Messungen der Raumsonde Gaia ca. 187 Lichtjahre von der Erde entfernt. Die Vorgängersonde Hipparcos maß eine etwas größere Distanz von 198 Lichtjahren.
δ Virginis trägt den historischen Eigennamen Minelava oder auch Minelauva oder Auva („der Anpreiser“).